# Hermann Dauer
Hermann Dauer (* 27. Mai 1901 in Ingolstadt; † 26. September 1945 in Colmar) war ein deutscher Landrat.

## Leben
Nach dem Abitur am Luitpold-Gymnasium München im Jahre 1920 absolvierte Hermann Dauer ein Studium der Rechtswissenschaft an der Ludwig-Maximilians-Universität München und gehörte seit 1923 der schwarzen Studentenverbindung Polytechnischer Club (seit 1931 Münchener Burschenschaft Franco-Bavaria in der DB). Er begann den dreijährigen juristischen Vorbereitungsdienst. Das Zweite Staatsexamen legte er 1927 ab und wurde Assessor bei der Regierung von Mittelfranken. 1930 wechselte er in die Kommunalverwaltung und fand im Bezirksamt Scheinfeld als Bezirksamtmann Beschäftigung. Am 31. Mai 1937 beantragte Dauer die Aufnahme in die NSDAP und wurde rückwirkend zum 1. Mai desselben Jahres aufgenommen (Mitgliedsnummer 4.645.858). Zum 1. Mai 1938 wurde er zum Reichskommissar für das Saarland abgeordnet. Am 1. Dezember 1939 zunächst zum kommissarischen Landrat des Landkreises Hammelburg ernannt, übte er dieses Amt definitiv vom 1. März 1941 - unterbrochen durch eine Abordnung zur Regierung in Münster und den Kriegseinsatz von 1943 an - bis zum Kriegsende im Mai 1945 aus. Dauer kam zunächst in amerikanische Kriegsgefangenschaft. Er starb in französischer Kriegsgefangenschaft am 26. September 1945.